# Flavio Alonso
Flavio Alonso Peña, né le 11 mai 1968, est un pilote de rallye espagnol et canarien (essentiellement sur terre).

## Biographie
Son activité en compétitions de rallyes nationaux s'étale de 1991 à 2004 (année de son titre national sur terre).
Son meilleur résultat en championnat d'Europe (ERC) est une seconde place au Rallye de Canarias - El Corte Inglés en 2001 (3e en 2002).

## Palmarès

### Titres
- Champion des champions de rallyes (à Grande Canarie): 1992 et 1996;
  - Finaliste de la Coupe des Nations (à Grande Canarie): 2003 (équipe avec Oriol Servia et Emilio Alzamora - vainqueur le All-Star team de Gilles Panizzi, Fonsi Nieto et Cristiano da Matta  (et quart de finaliste individuel, battu par François Duval);
- Champion d'Espagne des rallyes Terre: 2004, sur Seat Ibiza 4×4 Proto (copilote Victor Pérez);
- Champion des Îles Canaries: 2001, sur Seat Cordoba WRC Evo 2 (copilote Vidal Arenciba);

### Victoires
Championnat d'Espagne (terre):
- Rallye de Olivenza: 2003;
- Rallye de Alcañiz: 2004;
- Rallye de Comunidad de Madrid-Las Rozas 1: 2004;

Îles Canaries (régional asphalte):
- Rallye Villa de Santa Brígida: 2001;
- Rallye El Corte Inglés: 2001 (2e au général),
- Rallye Isla San Miguel de La Palma: 2001
- Rallye Villa de Teror: 2001;
- Rallye Villa de Santa Brígida: 2002;
- Rallye Isla de Lanzarote: 2002;
- Rallye Internacional de Maspalomas: 2002;

Îles Canaries (régional terre):
- Rallye Terre Secrète: 1992 (dès sa 3e course);

Espagne (autre course):
- Rallye Ciutat de Cervera: 2003;

Îles Canaries (autres courses):
- Rallye Ciudad de Telde: 2002;
- Rallye Palma-Canaria Norte: 2002.